# Церковь Святого Воскресения (Москва)
Це́рковь Свято́го Воскресе́ния (Це́рковь Сурб Арутю́н; арм. Մոսկվայի Սուրբ Հարություն եկեղեցի) — храм Армянской Апостольской Церкви в Москве. Расположена на Армянском кладбище, по адресу — станция метро «Улица 1905 года», Пресненский район, улица Сергея Макеева, дом 10.

## История
Храм был основан в 1815 году меценатами братьями Лазаревыми, о чём свидетельствует документ:
Храмъ сей сооруженъ во имя Воскресенія Христова иждивеніемъ благочестивыхъ мужей, двухъ братьевъ, Мины и Якима Лазаревичей Лазаревыхъ, в вѣчную память ихъ и всѣхъ кровныхъ своихъ въ лѣто Господне 1815-го июня 1-го дня въ первопрестольной столицѣ Москвѣ.
После событий 1917 года храм стал единственной армянской церковью Москвы (две другие - церковь Успения Пресвятой Богородицы на Пресне и Крестовоздвиженская церковь на Армянском переулке были снесены).
В советское время здание церкви отдали под гранитную мастерскую, а поминальный дом - под склад для хранения гробов. Церковь возвращена верующим в 1956 году.

## Устройство здания

### Внешняя часть
Во внешней части церкви выделено место для свечей верующих, которое разделено на три части - по бокам основного входа и у второго. Там же расположены две иконы Богородицы, одна Иисуса Христа, иконы Григория Просветителя, Николая Чудотворца, Георгия Победоносца. Также у церкви расположен хачкар, к которому по траурным дням (в частности, День памяти жертв Геноцида армян) возлагаются венки. Вход в церковь украшен резными изображениями ангелов и святых.

### Внутренняя часть
В настоящее время в церкви находится около 10 икон, в том числе иконы Христа, Богородицы Святой Рипсиме, апостолов Фаддея и Варфоломея, которые проповедовали в Великой Армении христианство ещё до Григория Просветителя. На внутренней части купола церкви изображены святые евангелисты - апостолы Матфей, Марк, Лука и Иоанн. Алтарная часть украшена иконой Богоматери, а снизу - изображением макета Звартноца. Внутри церкви места для свечей не выделено.

### Поминальный дом
Поминальный дом построен летом 1903 года в память об убитом дашнаками 15 декабря 1902 в притворе снесенной армянской Церкви Сурб Хач (Крестовоздвиженской) уроженце Шуши, благотворителе, Исааке Исааковиче Джамгарове. Строительство осуществлялось на средства его братьев: Ивана, Николая, Афанасия и Александра, владельцев банкирского дома «Братья Джамгаровы».
В 1997 году дом отреставрирован братьями Левоном, Владимиром и Макаром Айрапетянами в память о родителях и всех соотечественниках, покоящихся на кладбище.

## Мероприятия
28 февраля 2011 года представители Армянской Апостольской церкви, посольства Армении в России, члены Союза армян России, а также представители армянской общины Москвы собрались во дворе церкви и возложили цветы на территории кладбища, почтив память жертв массовых погромов армян в Сумгаите, Баку, Кировабаде и других городах на территории современного Азербайджана.

## Фотогалерея

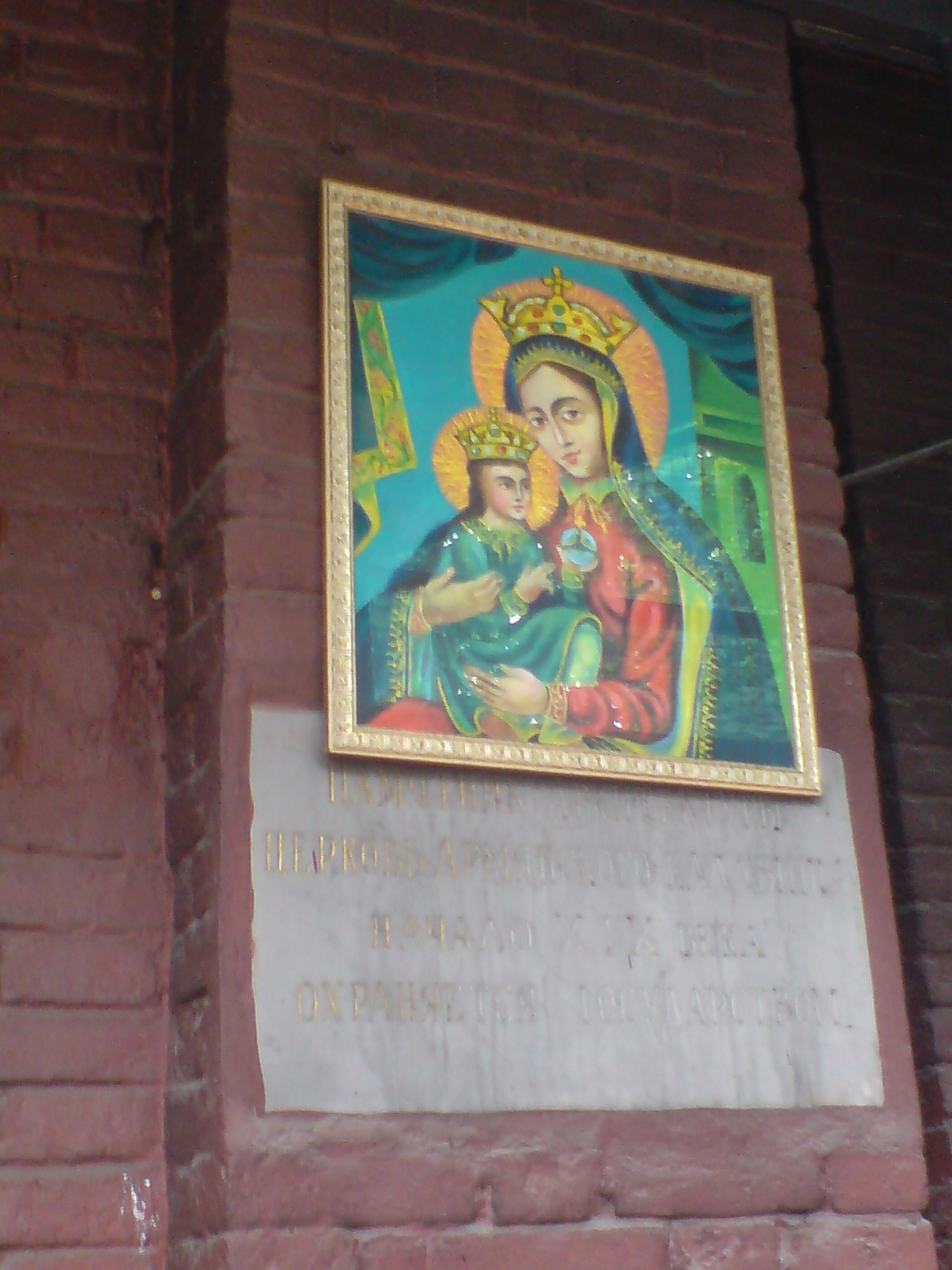
Икона Пресвятой Богородицы
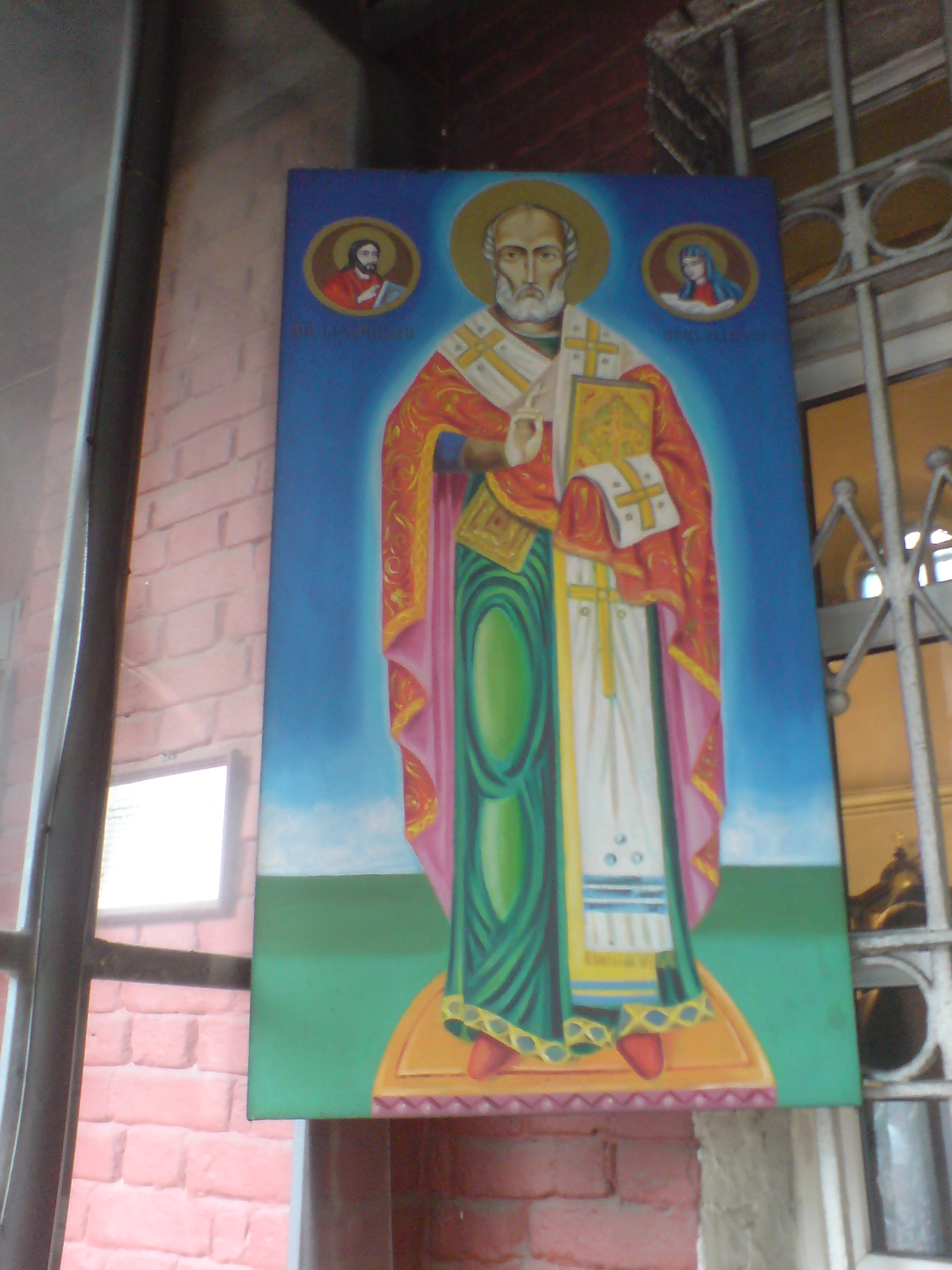
Икона святого Николая Чудотворца
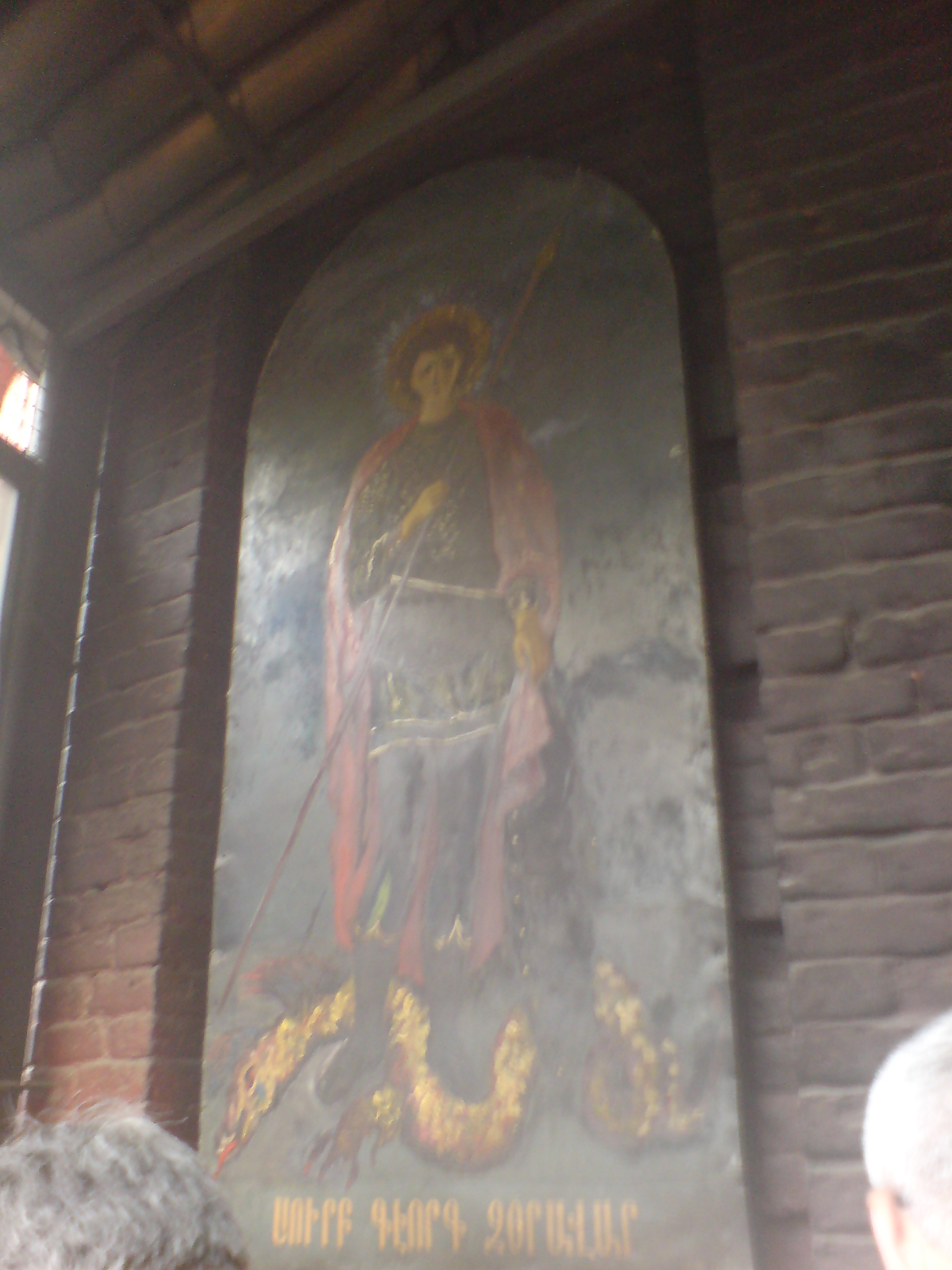
Икона святого Георгия Победоносца
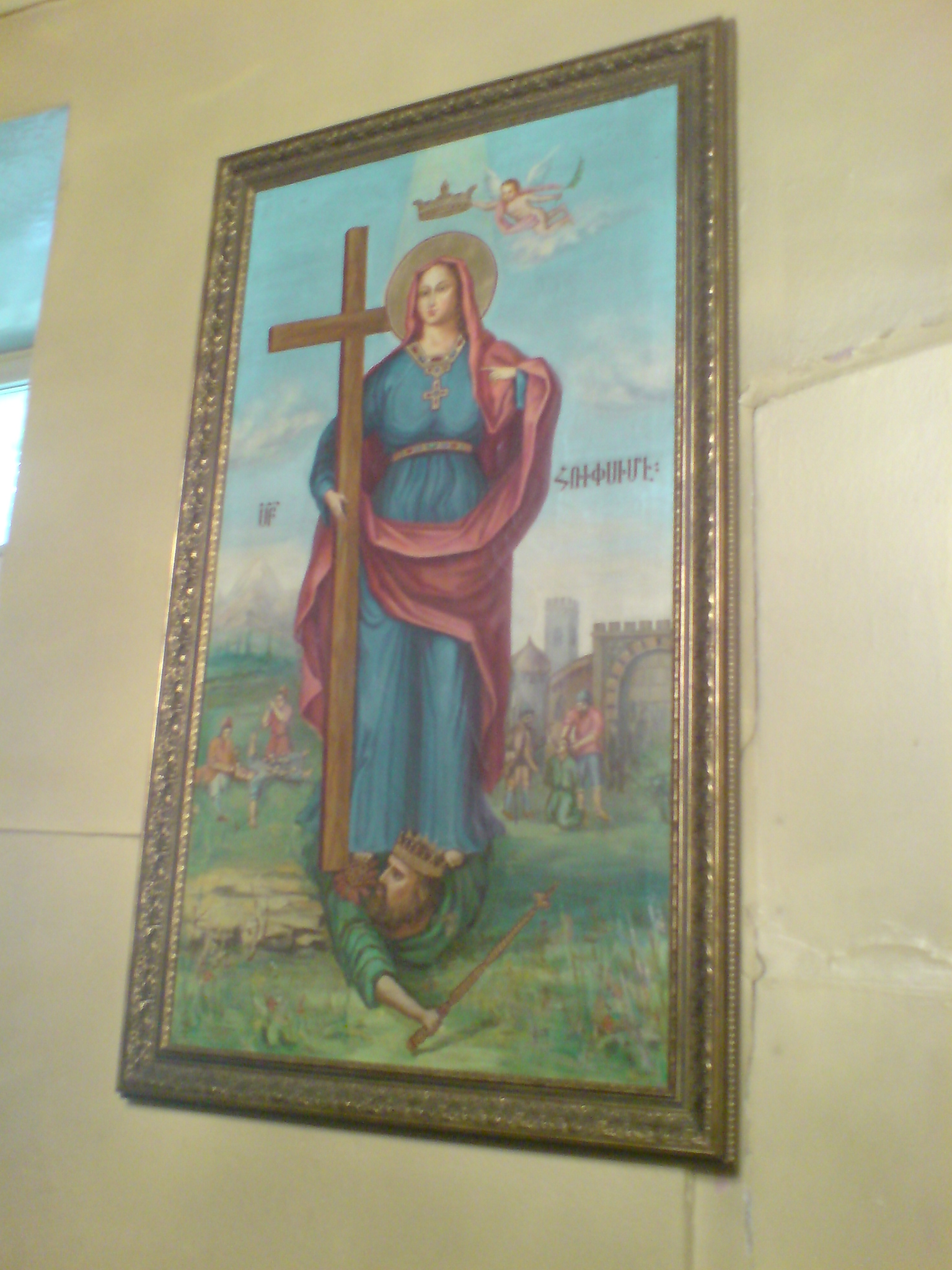
Икона святой девы Рипсиме
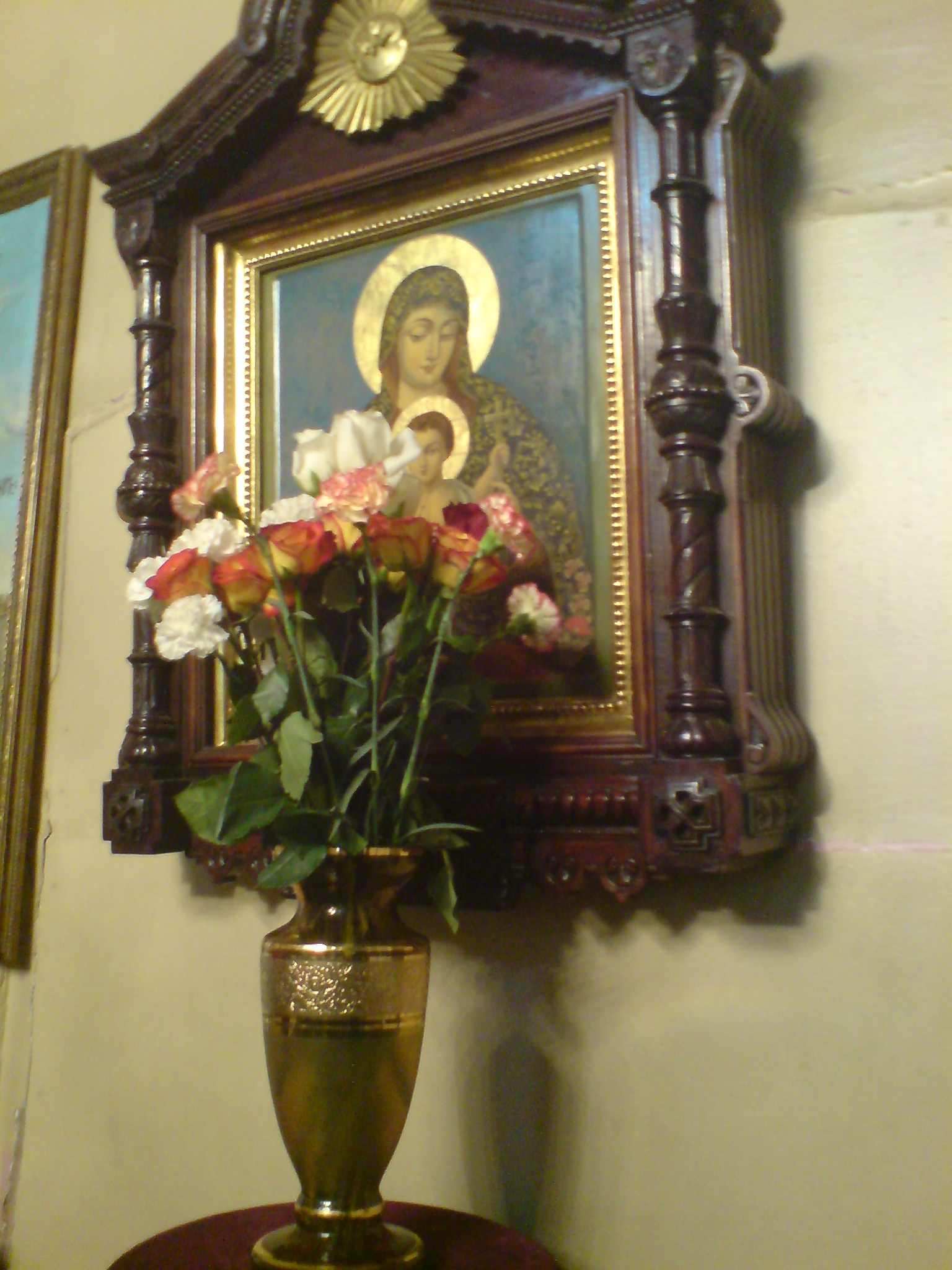
Икона Пресвятой Богородицы
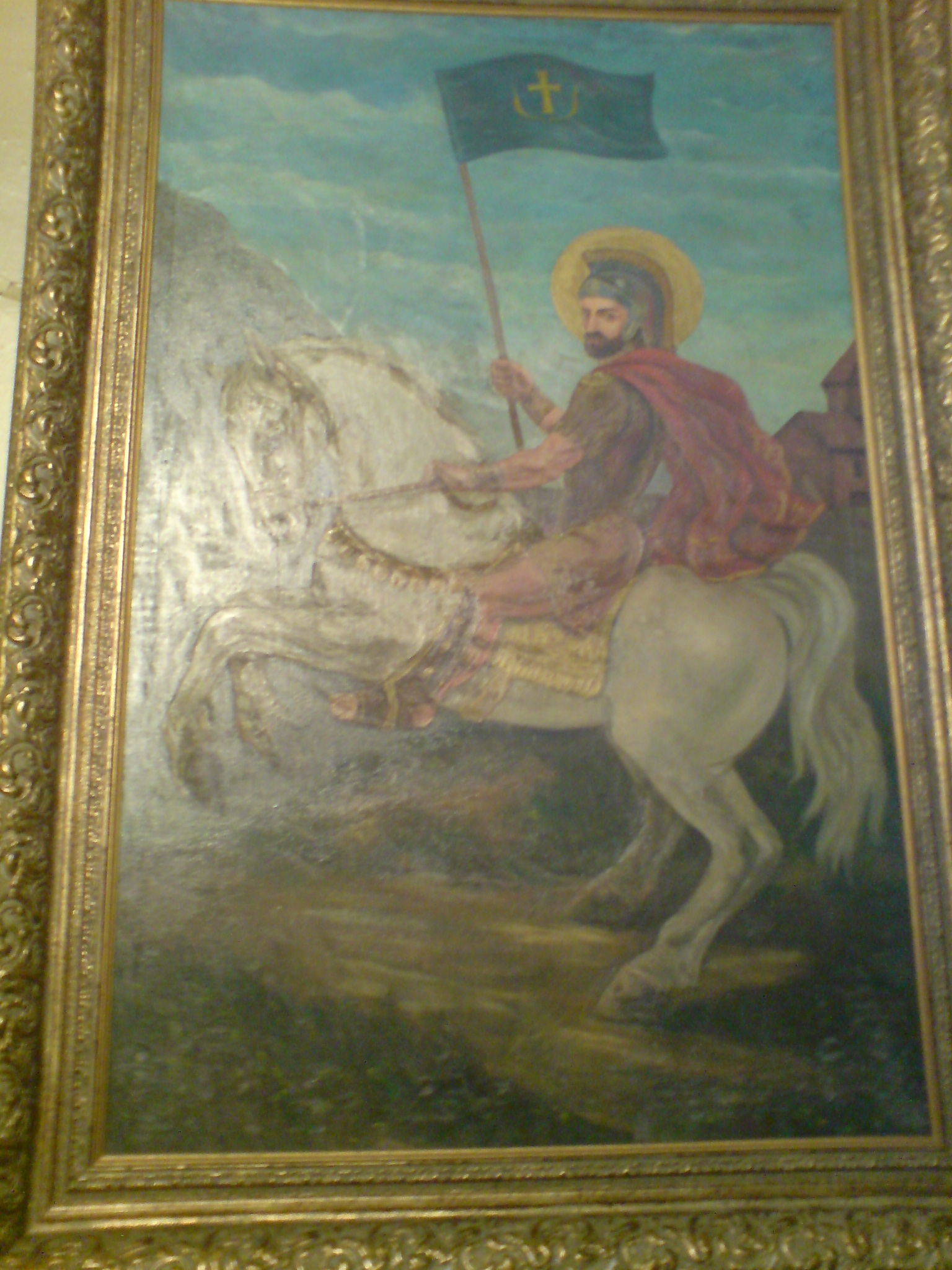
Икона святого Вардана Мамиконяна
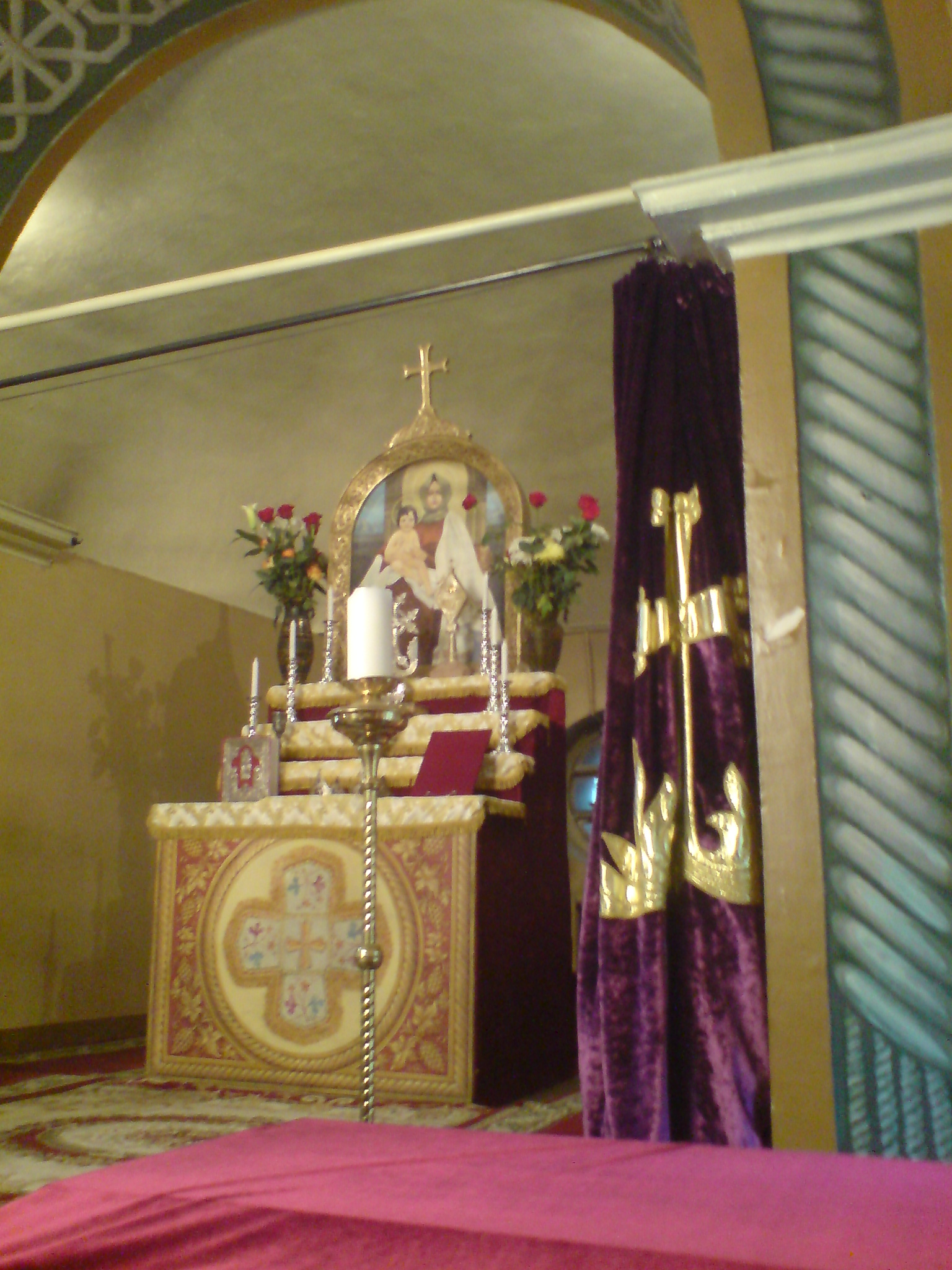
Алтарная часть храма
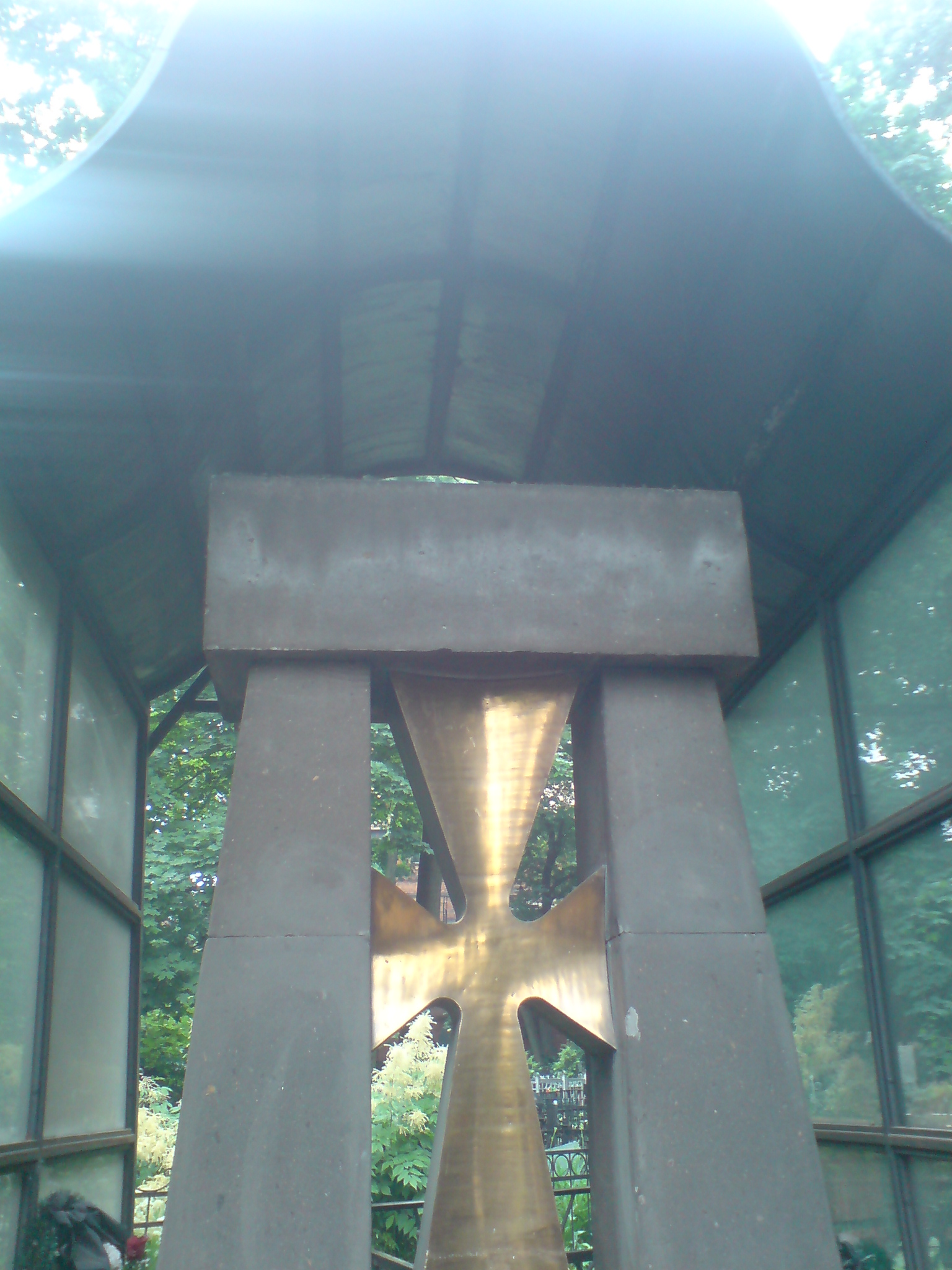
Хачкар у церкви
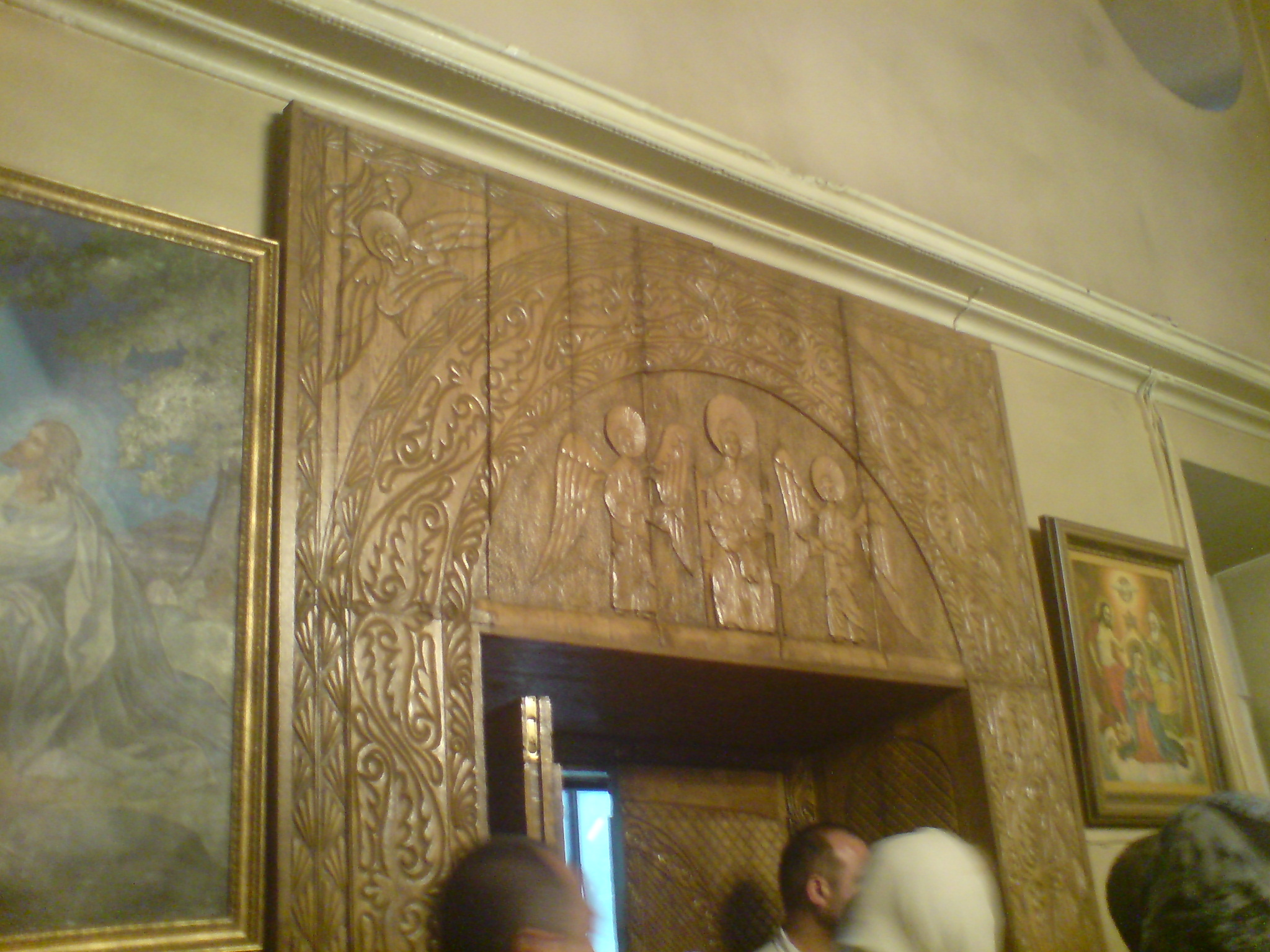
Резьба на входе